# Bataille de Vassilika
La bataille de Vassilika opposa une armée ottomane de secours et des révolutionnaires grecs en septembre 1821 dans une passe entre les monts Cnémis et Kallidromo, près des Thermopyles.
L'armée ottomane partie de Macédoine, forte de 5 000 hommes, devait rejoindre celles campées en Béotie et à Athènes puis entrer dans le Péloponnèse pour lever le siège de Tripolizza.
Elle fut prise dans une embuscade tendue par les chefs militaires de Grèce centrale qui ouvrirent le feu alors qu'elle franchissait un défilé dans le lieu-dit de Vassilika.
Les combats d'abord indécis se transformèrent en débâcle pour les Ottomans quand les Grecs chargèrent, galvanisés par la nouvelle (fausse) de l'arrivée d'Androutsos avec des renforts. Yannis Gouras se distingua et aurait tué de sa main l'un des pachas.

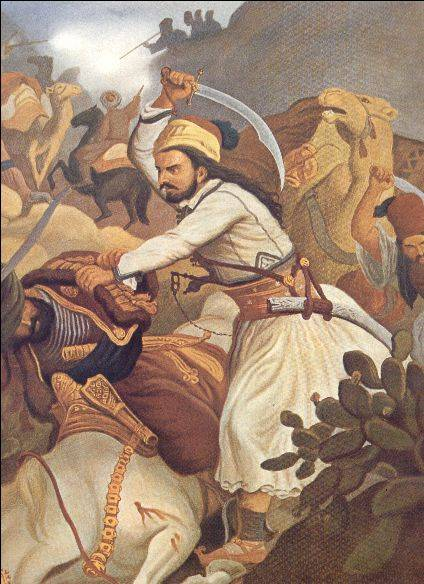
Odyssée et Guras battent les Turcs à Fontana par P. von Hess

Les Grecs s'emparèrent d'un riche butin dont plusieurs canons, et les Ottomans s'enfuirent au-delà du Sperchios après avoir perdu 800 hommes. 
La destruction de cette armée décida Omer Vryonis à quitter l'Attique et la Béotie pour se replier en Thessalie, mettant fin à la campagne ottomane de reconquête du Péloponnèse jusqu'au printemps suivant.
Le lieu-dit Vassilika correspond à un plateau inhabité à mi-chemin des villages de Narycus (en) (Paliokastra Renginiou) et Élatée, à la limite de la Locride et de la Phocide et non loin de l'ancien défilé des Thermopyles. Le monument commémoratif de la bataille a été déplacé au bord de l'autoroute actuelle qui relie les Thermopyles à Atalánti.